# Чезари, Велледа
Велледа Чезари (итал. Velleda Cesari; 15 февраля 1920, Болонья — 3 мая 2003, Генуя) — итальянская фехтовальщица на рапирах. Участница четырёх Олимпийских игр. Чемпионка мира и бронзовый призёр Олимпийских игр 1960 года.

## Биография
Родилась 5 февраля 1920 года в Болонье. В 1947 году приняла участие в первом для себя чемпионате мира на котором в составе команды рапиристок Италии выиграла бронзовые награды.
В 1948 году приняла участие в первой для себя Олимпиаде в Лондоне, на которой показала свои лучшие индивидуальные выступления, пройдя отборочные этапы она вышла в финальную восьмёрку, где заняла 7-е место проиграв шесть поединков и выиграв один у венгерки Маргит Элек. На Олимпийских играх 1952 года она вылетела в первом же раунде заняв 5-е место из шести возможных в отборочной группе.
На играх 1956 года в Мельбурне она так же не смогла преодолеть первый отборочный этап вновь заняв 5-е место из семи возможных в группе.
На чемпионате мира 1954 года, стала серебряной призёркой в составе команды рапиристок Италии. На чемпионатах мира 1952, 1953 и 1955 годов она выиграла бронзовые награды так же в составе команды.
В 1957 году Велледа стала чемпионкой мира в составе сборной Италии. В Париже итальянки смогли переиграть в финале сборную Германии.
В 1960 году на домашней Олимпиаде в Риме Велледа выступала только в командном первенстве в сборной рапиристок Италии. В отборочной группе итальянки несмотря на поражение от будущих чемпионов игр — сборной СССР со счётом 4:9 заняли второе место в группе и вышли в раунд плей-офф олимпийского турнира. На стадии 1/4 финала итальянки победили сборную Польши (9:5) и вышли в 1/2 финала где им противостояла сборная Венгрии, полуфинальный поединок завершился со счётом 3:9 в пользу венгерок. Однако в матче за третье место сборная Италии смогла победить рапиристок из Германии со счётом 9:2, и тем самым выиграть бронзовые награды Олимпийских игр. Вместе с Веледдой Чезари в команде были: Ирен Камбер, Бруна Коломбетти-Перончини, Клаудия Пазини и Антонелла Раньо-Лонци.

## Награды

### Олимпийские игры
- Бронзовая медаль Олимпийских игр 1960 года в Риме.

### Чемпионаты мира по фехтованию
- Золотая медаль на чемпионате мира по фехтованию 1957 года в Париже.
- Серебряная медаль на чемпионате мира по фехтованию 1954 года в Люксембурге.
- Бронзовая медаль на чемпионате мира по фехтованию 1955 года в Риме.
- Бронзовая медаль на чемпионате мира по фехтованию 1953 года в Брюсселе.
- Бронзовая медаль на чемпионате мира по фехтованию 1952 года в Копенгагене.
- Бронзовая медаль на чемпионате мира по фехтованию 1947 года в Лиссабоне.